# Aphodius obliteratus
Aphodius obliteratus är en skalbaggsart som beskrevs av Georg Wolfgang Franz Panzer 1823. Aphodius obliteratus ingår i släktet Aphodius, och familjen bladhorningar. Arten har ej påträffats i Sverige.

## Bildgalleri

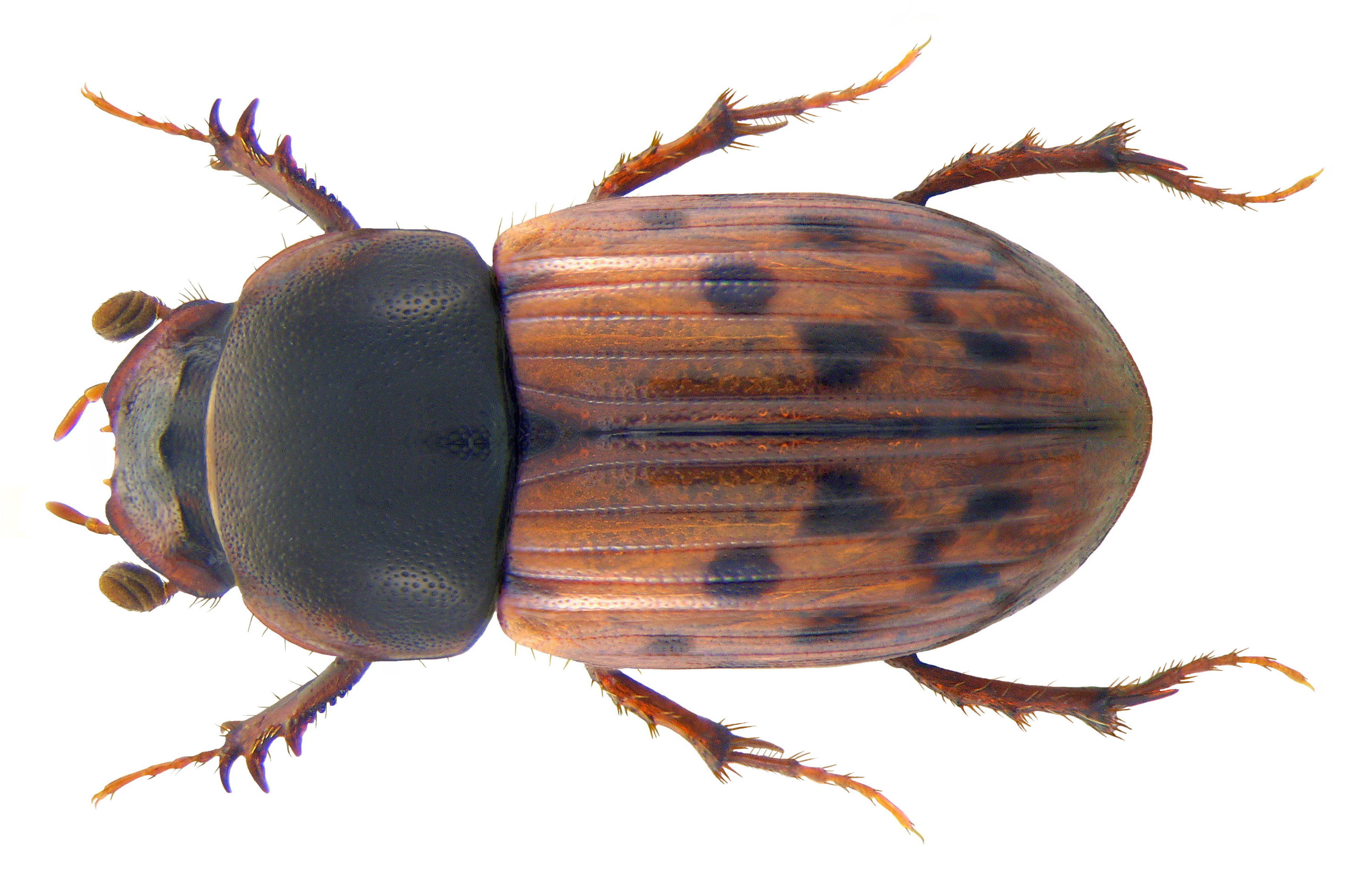
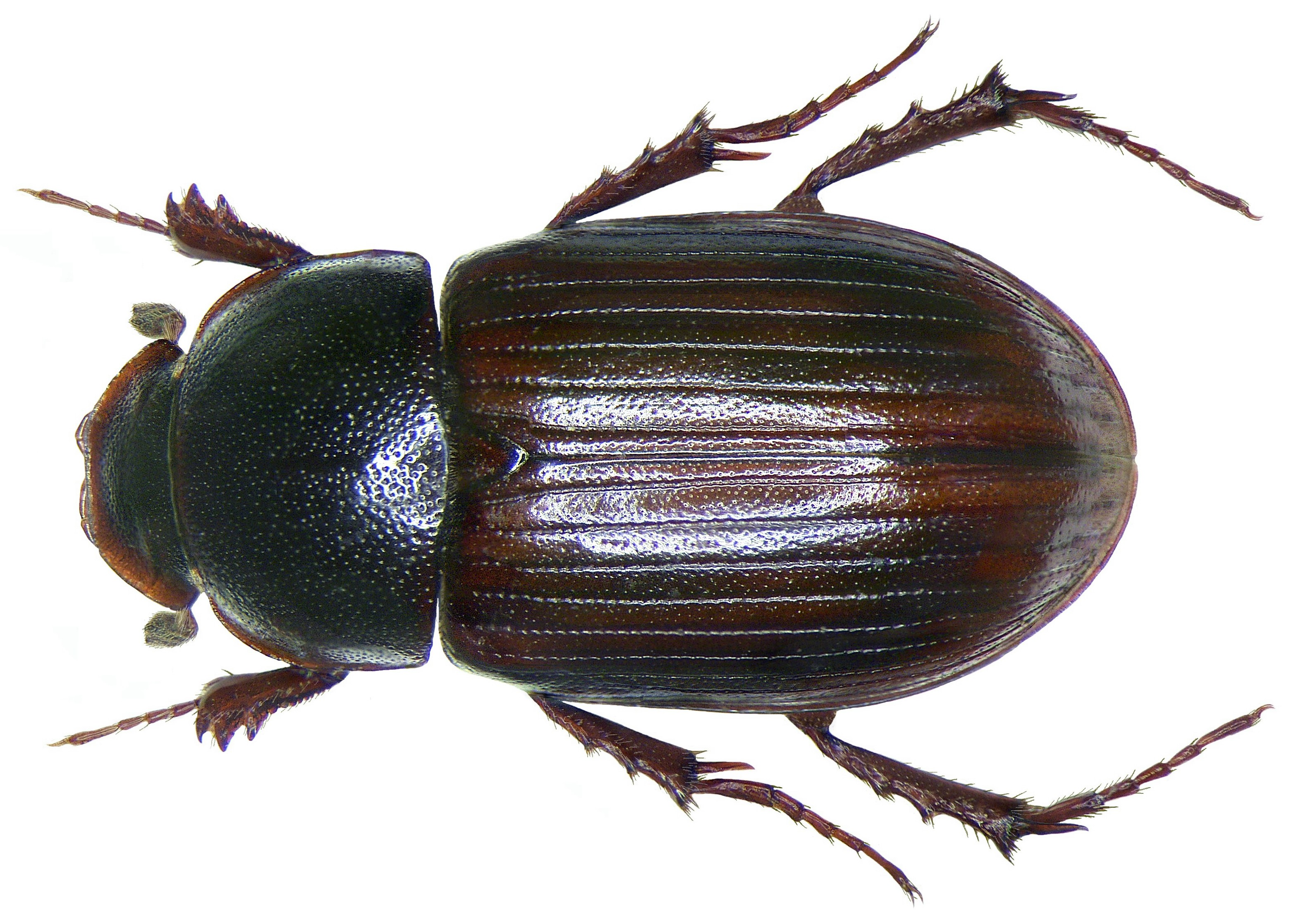
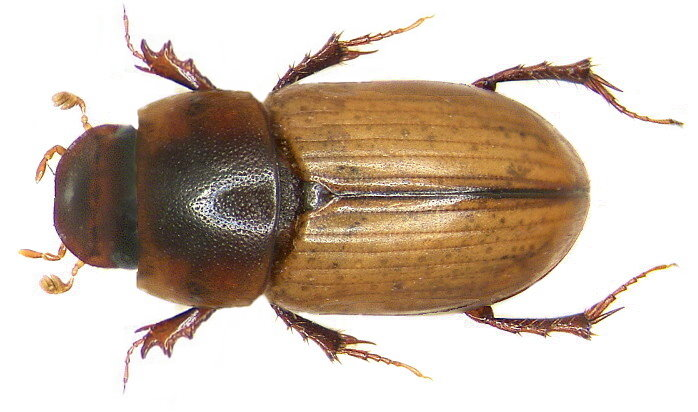